# Adolph Frank

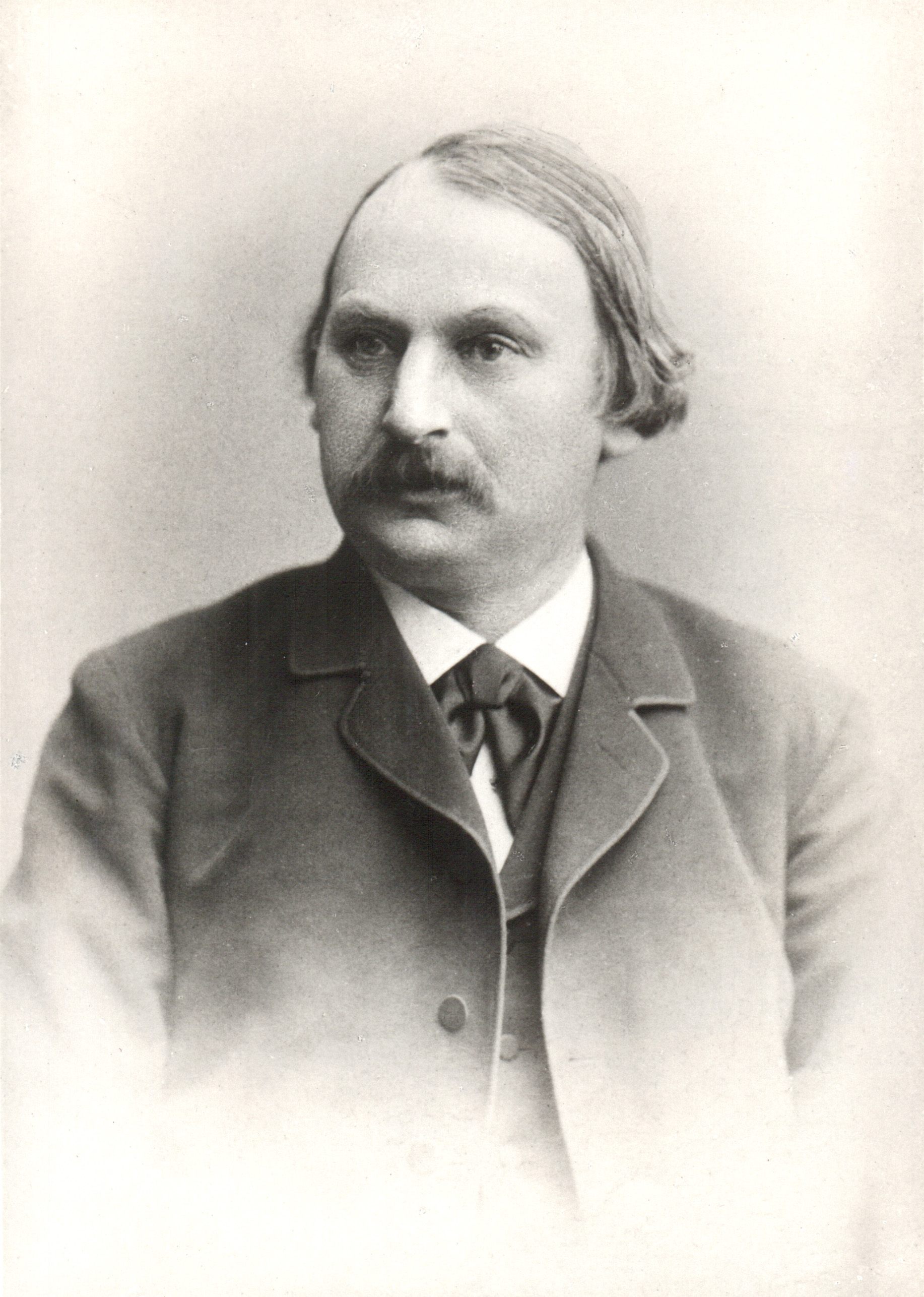
Adolph Frank

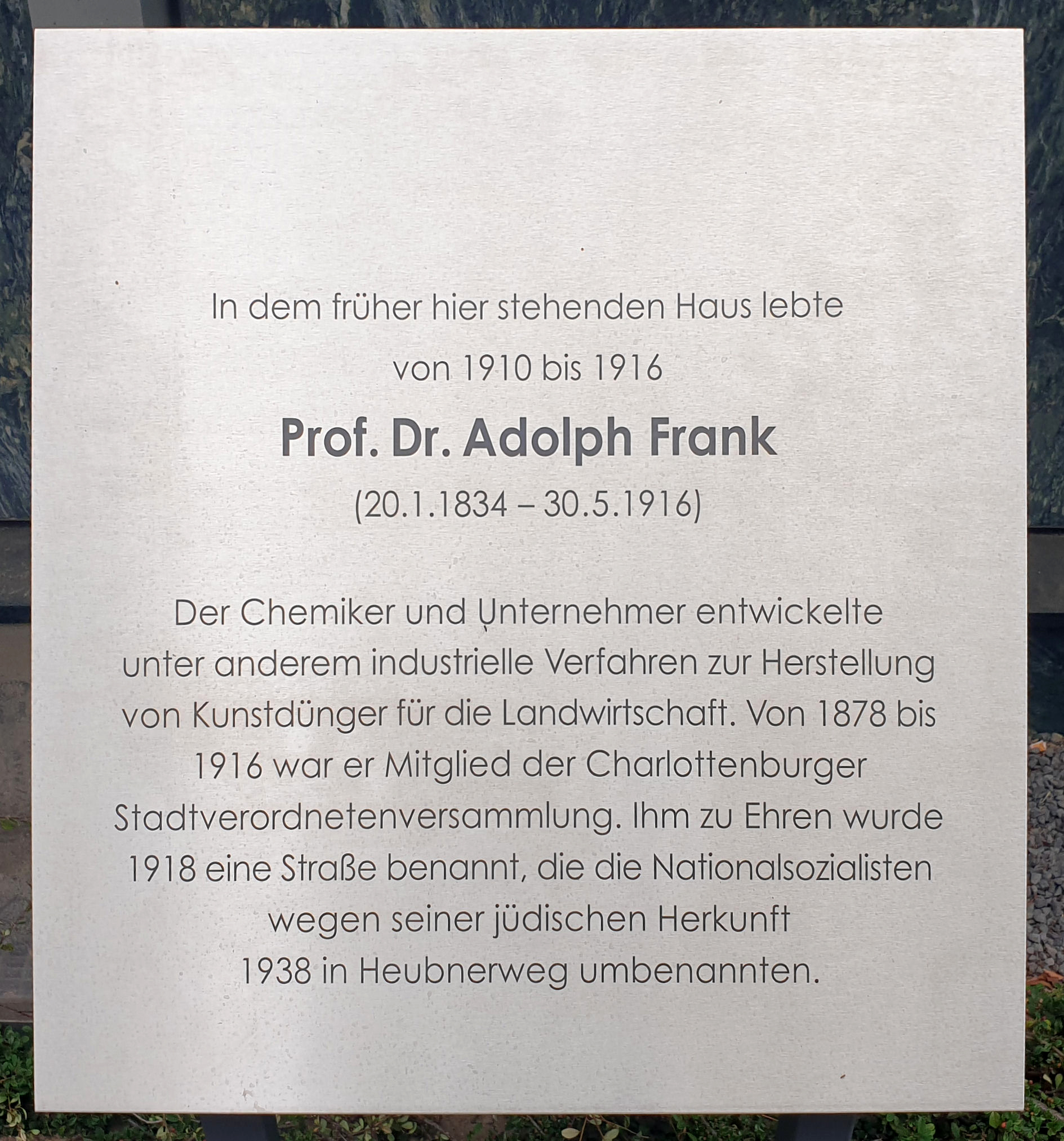
Gedenktafel am Haus, Bismarckstraße 11, in Berlin-Charlottenburg

Adolph Frank (* 20. Januar 1834 in Klötze, heute zu Sachsen-Anhalt; † 30. Mai 1916 in Charlottenburg, heute zu Berlin) war ein deutscher Chemiker. Ende der 1850er Jahre erkannte er die Bedeutung von Kalisalz als Dünger und errichtete 1861 in Staßfurt die erste Kalifabrik. Frank gilt als Begründer der Kali- und Celluloseindustrie in Deutschland. 

## Leben und Werk
Adolph Frank wurde in der Stadt Klötze in der Altmark geboren. Sein Vater, der jüdische Kaufmann Salomon Philipp Frank, betrieb, wie schon der Großvater, in Klötze einen Gemischtwarenhandel. Adolph Frank besuchte die Realschule in Strelitz, später die Jacobsonschule in Seesen am Harz und trat, weil ihn die Chemie besonders interessierte, bei einem Apotheker in Osterburg in die Lehre.
Nach Abbruch seiner kaufmännischen Lehre studierte er von 1855 bis 1857 Pharmazie, Naturwissenschaften und Technologie an der Universität Berlin, wo er im selben Jahr das Staatsexamen zum Apotheker mit der Note 1 ablegte. Die Mittel für sein Studium verdiente er sich durch Nachtdienste in einer Apotheke. 1861 bis 1862 promovierte er in Chemie an der Universität Göttingen mit einer Arbeit über die Zuckerfabrikation. Bereits vor dem Abschluss der Dissertation hatte er 1858 im Rahmen seiner Arbeit für die Staßfurter Rübenzuckerfabrik Bennecke, Hecker & Co. sein erstes Patent für die „Reinigungsmethode der Rübensäfte mittels Tonerdeseifen“ eingereicht, auf das weitere folgen sollten. Schwerpunkt seiner weiteren Arbeiten war dann der Einsatz von Kalisalzen als künstliche Düngemittel in der Landwirtschaft. 
Er entdeckte und erschloss nach 1860 die Kalisalzlager bei Staßfurt und Leopoldshall und begründete damit die deutsche und zugleich Welt-Kali-Industrie. Im Rahmen dieser Arbeit ließ er sich 1861 das Patent auf die Kalidüngemittel auf der Basis von Kaliumchlorid erteilen. Weitere Erfindungen waren ein Verfahren zur industriellen Gewinnung von Iod-freiem Brom aus Abraumsalzen.
Seine Arbeiten auf dem Gebiet der Kunstdüngung führten zu der Einführung des Thomasmehls (auch: Thomasschlacke) zur Verwendung als Düngemittel. 
In den 1890er Jahren griff er Beobachtungen von Ludwig Mond auf, wonach bei der Carbidherstellung unter den hohen Temperaturen auch Luftstickstoff „gebunden“ wurde. Auch im Ausland wurde auf diesem Gebiet durch M. Margueritte und Sourdeval, Henri Moissan und Thomas Willson gearbeitet. Zusammen mit seinen neuen Mitarbeitern Nikodem Caro und Albert Frank fand er heraus, dass Calciumcarbid bei hohen Temperaturen um 1100 °C Stickstoff aufnehmen kann und Calciumcyanamid (Kalkstickstoff) bildet.  Im März 1895 meldeten Adolph Frank und Caro das erste Patent für das Frank-Caro-Verfahren an. Fritz Rothe hatte nur die Aufgabe zur kurzzeitigen Betreuung einer neuen Versuchsanlage in Hamburg-Billwerder.
Kalkstickstoff wurde die Grundlage für landwirtschaftlich genutzte Stickstoffdünger. und die Kalkstickstoffindustrie gelegt. Durch Hydrolyse von Calciumcyanamid wurde es möglich, Ammoniak freizusetzen. Dieses Verfahren wurde erst später durch das günstigere Haber-Bosch-Verfahren ersetzt.

## Cyanid-Gesellschaft Berlin
Sofort nach Erteilung des ersten Patents gründeten beide Chemiker zusammen mit anderen Gesellschaftern die Cyanidgesellschaft mbH, aus der die Bayrischen Stickstoff-Werke AG (BStW), die spätere SKW Trostberg AG in Trostberg, hervorging.

## Sonstiges
Die Braunfärbung der Bierflasche, um den Inhalt vor der Einwirkung von Licht zu schützen, geht auf Adolph Frank zurück. Auch forschte er mit Carl von Linde an der Gewinnung von Wasserstoff für die Luftschifffahrt. 
Er war seit 1862 Mitglied des Vereins Deutscher Ingenieure und Mitgründer sowie Gründungsvorsitzender des Sächsisch-Anhaltinischen Bezirksvereins des VDI, dem er von 1862 bis 1867 vorsaß. Ab 1881 gehörte er dem Berliner Bezirksverein des VDI an.

## Ehrungen
- 1905 ernannte die Technische Hochschule Dresden Adolph Frank zum Ehrendoktor der Ingenieurwissenschaften.[9] 1907 wurde ihm die Liebig-Denkmünze des Vereins Deutscher Chemiker verliehen. Anlässlich seines 80. Geburtstages wurde er zum Ehrenmitglied des Berliner Bezirksvereins des VDI ernannt.[9] In  Staßfurt sind eine Straße und das Gymnasium nach ihm benannt. In seiner Geburtsstadt Klötze ist ein Platz in der Innenstadt nach ihm benannt. Anlässlich der Wiederkehr seines 100. Todestages hat die Stadt Klötze ein Gedenkwochenende mit 18 Nachfahren der Familie Frank organisiert. In einem Festakt am 29. Mai 2016 wurde ein Buch über das Leben des Chemikers und Unternehmers vorgestellt. Auf Initiative der Stadt Klötze wurde an der 1938 in Heubnerweg umbenannten Frankstraße in Berlin-Charlottenburg ein Straßenergänzungsschild angebracht, das jetzt wieder an Adolph Frank erinnert.
- Am 30. Mai 2025 wurde an seinem ehemaligen Wohnort, Berlin-Charlottenburg, Bismarckstraße 11, eine Gedenktafel enthüllt.